# Казалолдо
Казало̀лдо (на италиански: Casaloldo, на местен диалект: Casalòlt, Казалолт) е малко градче и община в Северна Италия, провинция Мантуа, регион Ломбардия. Разположено е на 45 m надморска височина. Населението на общината е 2679 души (към 2014 г.).